# Grande Prêmio do Brasil de 2008
O Grande Prêmio do Brasil de 2008 (formalmente XXXVII Grande Prêmio do Brasil) foi uma etapa da Fórmula 1, realizada em 2 de novembro de 2008, no Autódromo José Carlos Pace, em São Paulo, Brasil. Foi a décima oitava e última corrida do Campeonato Mundial de Fórmula 1 de 2008. A corrida de 71 voltas foi vencida pelo piloto da Ferrari Felipe Massa, que largou na pole position. Fernando Alonso, da Renault, terminou em segundo lugar e Kimi Räikkönen, também da Ferrari, terminou em terceiro lugar.
Na largada, Felipe Massa iniciou ao lado de Jarno Trulli, da Toyota. Kimi Räikkönen iniciou no terceiro lugar, ao lado do piloto da McLaren Lewis Hamilton. A chuva começou minutos antes da corrida, o que atrasou o início. Quando a pista estava seca, foi dada a largada e Massa estabeleceu uma vantagem de alguns segundos. A chuva retornou nas últimas voltas, mas a corrida foi encerrada com a vitória de Massa. Sebastian Vettel da Toro Rosso terminou em quarto lugar, atrás de Alonso e Räikkönen. Lewis Hamilton ultrapassou Timo Glock da Toyota nas últimas curvas para terminar em quinto, garantindo o título de campeão da temporada.
Hamilton recebeu elogios de várias pessoas influentes, incluindo os ex-campeões Damon Hill e Michael Schumacher. O piloto da McLaren também recebeu as congratulações da Rainha Elizabeth II e do primeiro-ministro do Reino Unido Gordon Brown. A vitória de Massa e o terceiro lugar de Räikkönen também fizeram com que a Ferrari vencesse o campeonato de construtores. O grande prêmio também foi a última corrida do escocês David Coulthard, que se aposentou após 246 corridas.

## Antecedentes
Antes da última corrida da temporada, o piloto da McLaren Lewis Hamilton liderava o campeonato com 94 pontos, enquanto que o piloto da Ferrari Felipe Massa estava em segundo lugar com 87 pontos, sete pontos atrás de Hamilton. No máximo dez pontos poderiam ser conquistados na corrida, o que significava que Massa ainda poderia ganhar o título, caso Hamilton terminasse abaixo da sexta colocação na corrida. Em caso de empate, Massa ganharia o campeonato nos critérios de desempate, já que tinha mais vitórias.  No restante do campeonato, Robert Kubica da BMW Sauber estava em terceiro lugar com 75 pontos, e Kimi Räikkönen, também da Ferrari, estava em quarto lugar com 69 pontos. No campeonato dos construtores, a Ferrari liderava com 156 pontos, seguida pela McLaren com 145 pontos. Caso os dois pilotos da Ferrari (Massa e Räikkönen) terminassem nas seis primeiras colocações, a equipe garantiria o título, mesmo se os dois pilotos da McLaren (Hamilton e Kovalainen) terminassem nas primeiras colocações. Antes desta corrida, Hamilton foi criticado por especialistas após comportamento no Grande Prêmio do Japão de 2008.

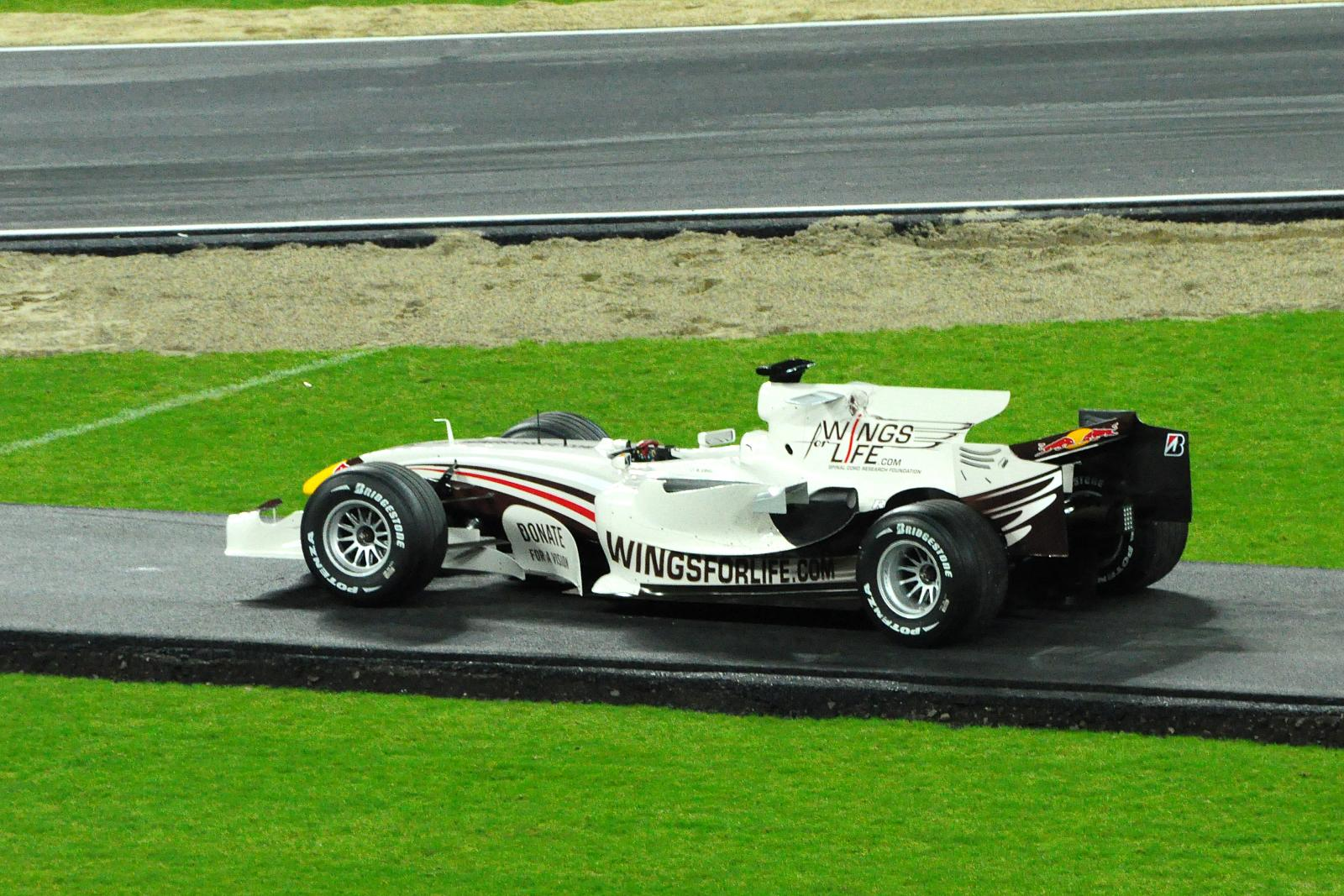
Carro de David Coulthard na Corrida dos Campeões de 2008.

O ex-dirigente da Fórmula 1 Eddie Jordan afirmou que, caso Massa praticasse jogo sujo para conquistar o título, Lewis deveria estar pronto para isso. Tanto Hamilton como Massa ignoraram a declaração. Massa disse que nunca cogitou a ideia de trapacear, e que estava pensando apenas em vencer a corrida.
O fim de semana marcou a última corrida de David Coulthard. Seu carro foi estilizado nas cores da "Wings for Life", uma instituição de caridade dedicada à conscientização sobre lesões da medula espinhal. Coulthard disse que estava dedicando sua última corrida para conscientizar os riscos da paraplegia. A Red Bull Racing recebeu a aprovação da Federação Internacional do Automóvel (FIA), organizador da Fórmula 1, para lançar o carro de Coulthard com cores diferentes do outro piloto da equipe Mark Webber. Esta foi também a última corrida com transmissão da ITV no Reino Unido e Telecinco na Espanha, já que os direitos foram adquiridos pela BBC e La Sexta, respectivamente, para a próxima temporada. Além disso, foi a última corrida da equipe Honda, já que anunciaram sua saída da Fórmula 1 devido à problemas financeiros.

## Treinos e classificação

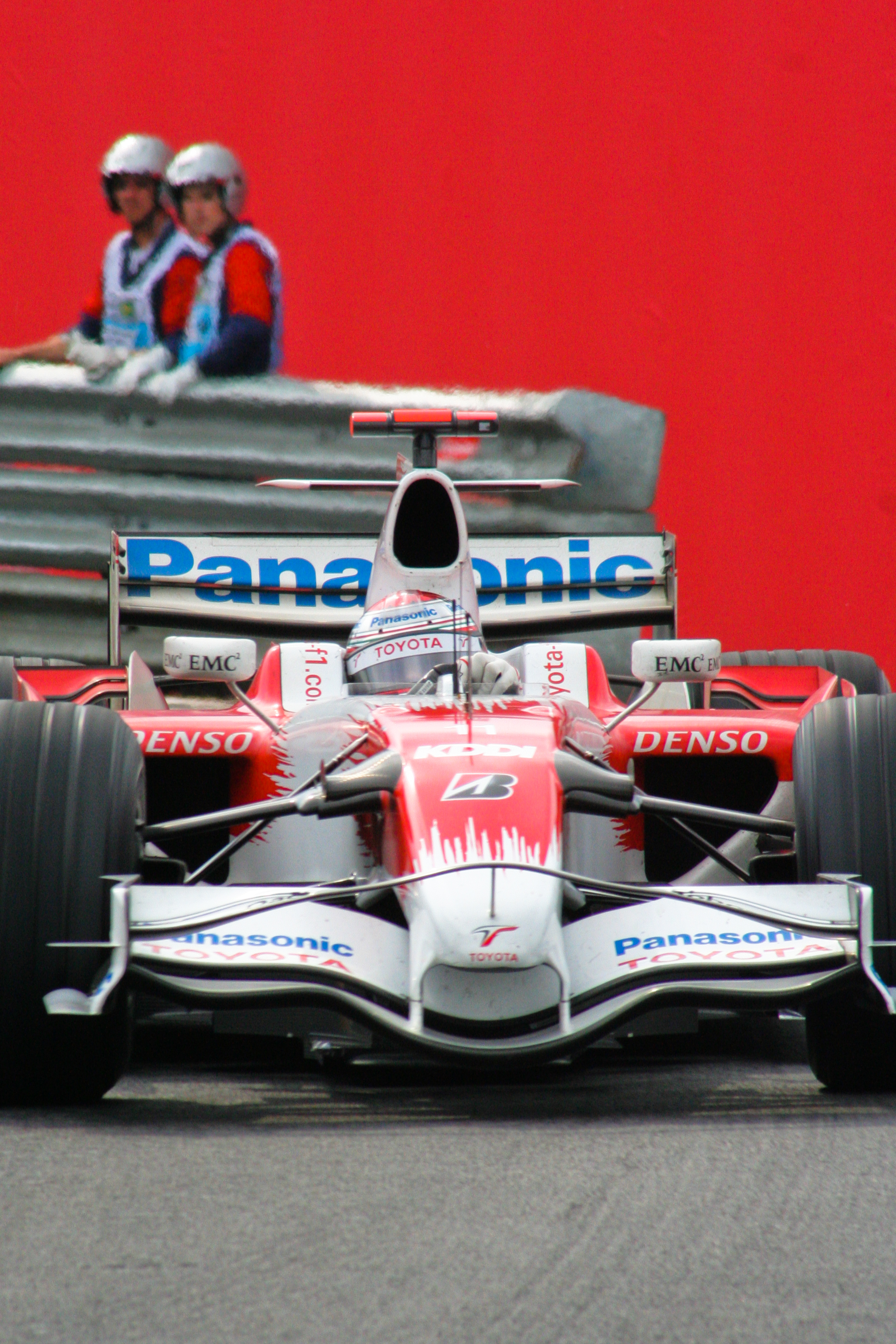
Jarno Trulli da Toyota largou na segunda colocação.

Foram realizadas três sessões de treino antes da corrida. A primeira e a segunda foram realizadas na sexta-feira, pela manhã e pela tarde, respectivamente, e ambas as sessões duraram noventa minutos. A terceira sessão foi realizada no sábado de manhã, e durou uma hora. As duas sessões na sexta-feira foram afetadas pela chuva, o que tornou a pista escorregadia. Felipe Massa foi mais o rápido, com um tempo de 1:12.305 na primeira sessão, menos de dois décimos de segundo mais rápido do que Lewis Hamilton, seguido por Kimi Räikkönen, Robert Kubica, Heikki Kovalainen, Fernando Alonso e Mark Webber. Na segunda sessão de treinos, Alonso fez a volta mais rápida, com um tempo de 1:12.296, menos de seis centésimos de segundo mais rápido do que Massa, no segundo lugar. Jarno Trulli ocupou o terceiro lugar, à frente de Räikkönen, Webber e Sebastian Vettel. Hamilton conquistou apenas o nono lugar, após enfrentar problemas com seu carro. Kovalainen ficou na 15ª colocação. Durante a sessão da manhã de sábado, a temperatura na pista chegou a atingir os 36°C (97°F). Alonso foi novamente o mais rápido, com um tempo de 1:12.141. Massa, Vettel e Nick Heidfeld completaram. Räikkönen conquistou apenas a décima segunda colocação.
A sessão de qualificação no sábado à tarde foi dividida em três partes. A primeira parte teve um tempo de vinte minutos e eliminou os pilotos que terminassem abaixo da 16ª colocação. A segunda parte da qualificação durou quinze minutos e eliminou os pilotos que terminassem entre a 11ª e a 15ª colocação. A terceira e última parte da qualificação determinou os pilotos que largariam da primeiro a décima colocação.

"Amanhã vou me concentrar na minha própria corrida. Será uma tarde difícil, mas estou tranquilo com a estratégia de combustível que escolhemos. Os pilotos a frente provavelmente estão com uma estratégia diferente. Mas estamos em uma boa posição para terminar no mesmo lugar que estamos hoje, e esse deve ser nosso objetivo. Não precisamos fazer nada de espetacular."

Lewis Hamilton, após a terceira sessão de qualificação.
Felipe Massa conquistou sua sexta pole position da temporada e a terceira em Interlagos, com um tempo de 1:12.368. Junto com ele, na primeira fila estava Jarno Trulli, na segunda colocação. Kimi Räikkönen estava na terceira colocação, elogiando seu desempenho na qualificação. Lewis Hamilton se classificou em quarto, a cinquenta centésimos de segundo atrás de Massa. Heikki Kovalainen ficou em quinto lugar. Fernando Alonso, Sebastian Vettel, Nick Heidfeld, Sébastien Bourdais e Timo Glock completaram as dez primeiras colocações. Robert Kubica conquistou a 13ª colocação, mesmo fazendo uma boa sessão. David Coulthard, em sua última corrida da Fórmula 1, qualificou em 14º. Rubens Barrichello, na 15ª colocação, foi mais rápido do que o companheiro de equipe, Jenson Button, que ficou em 17º. Os pilotos da Williams e Force India ficaram nas últimas posições.

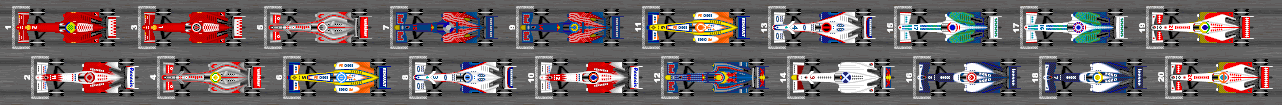
Grid de largada do Grande Prêmio

### Resultados da classificação
| Pos.   | Nº | Piloto               | Equipe              | Q1       | Q2       | Q3       | Grid |
| ------ | -- | -------------------- | ------------------- | -------- | -------- | -------- | ---- |
| 1      | 2  | Felipe Massa         | Ferrari             | 1:11.830 | 1:11.875 | 1:12.368 | 1    |
| 2      | 11 | Jarno Trulli         | Toyota              | 1:12.226 | 1:12.107 | 1:12.737 | 2    |
| 3      | 1  | Kimi Räikkönen       | Ferrari             | 1:12.083 | 1:11.950 | 1:12.825 | 3    |
| 4      | 22 | Lewis Hamilton       | McLaren-Mercedes    | 1:12.213 | 1:11.856 | 1:12.830 | 4    |
| 5      | 23 | Heikki Kovalainen    | McLaren-Mercedes    | 1:12.366 | 1:11.768 | 1:12.917 | 5    |
| 6      | 5  | Fernando Alonso      | Renault             | 1:12.214 | 1:12.090 | 1:12.967 | 6    |
| 7      | 15 | Sebastian Vettel     | Toro Rosso-Ferrari  | 1:12.390 | 1:11.845 | 1:13.082 | 7    |
| 8      | 3  | Nick Heidfeld        | BMW Sauber          | 1:12.371 | 1:12.026 | 1:13.297 | 8    |
| 9      | 14 | Sébastien Bourdais   | Toro Rosso-Ferrari  | 1:12.498 | 1:12.075 | 1:14.105 | 9    |
| 10     | 12 | Timo Glock           | Toyota              | 1:12.223 | 1:11.909 | 1:14.230 | 10   |
| 11     | 6  | Nelson Piquet Jr.    | Renault             | 1:12.348 | 1:12.137 |          | 11   |
| 12     | 10 | Mark Webber          | Red Bull-Renault    | 1:12.409 | 1:12.289 |          | 12   |
| 13     | 4  | Robert Kubica        | BMW Sauber          | 1:12.381 | 1:12.300 |          | 13   |
| 14     | 9  | David Coulthard      | Red Bull-Renault    | 1:12.690 | 1:12.717 |          | 14   |
| 15     | 17 | Rubens Barrichello   | Honda               | 1:12.548 | 1:13.139 |          | 15   |
| 16     | 8  | Kazuki Nakajima      | Williams-Toyota     | 1:12.800 |          |          | 16   |
| 17     | 16 | Jenson Button        | Honda               | 1:12.810 |          |          | 17   |
| 18     | 7  | Nico Rosberg         | Williams-Toyota     | 1:13.002 |          |          | 18   |
| 19     | 21 | Giancarlo Fisichella | Force India-Ferrari | 1:13.426 |          |          | 19   |
| 20     | 20 | Adrian Sutil         | Force India-Ferrari | 1:13.508 |          |          | 20   |
| Fonte: |    |                      |                     |          |          |          |      |

## Corrida

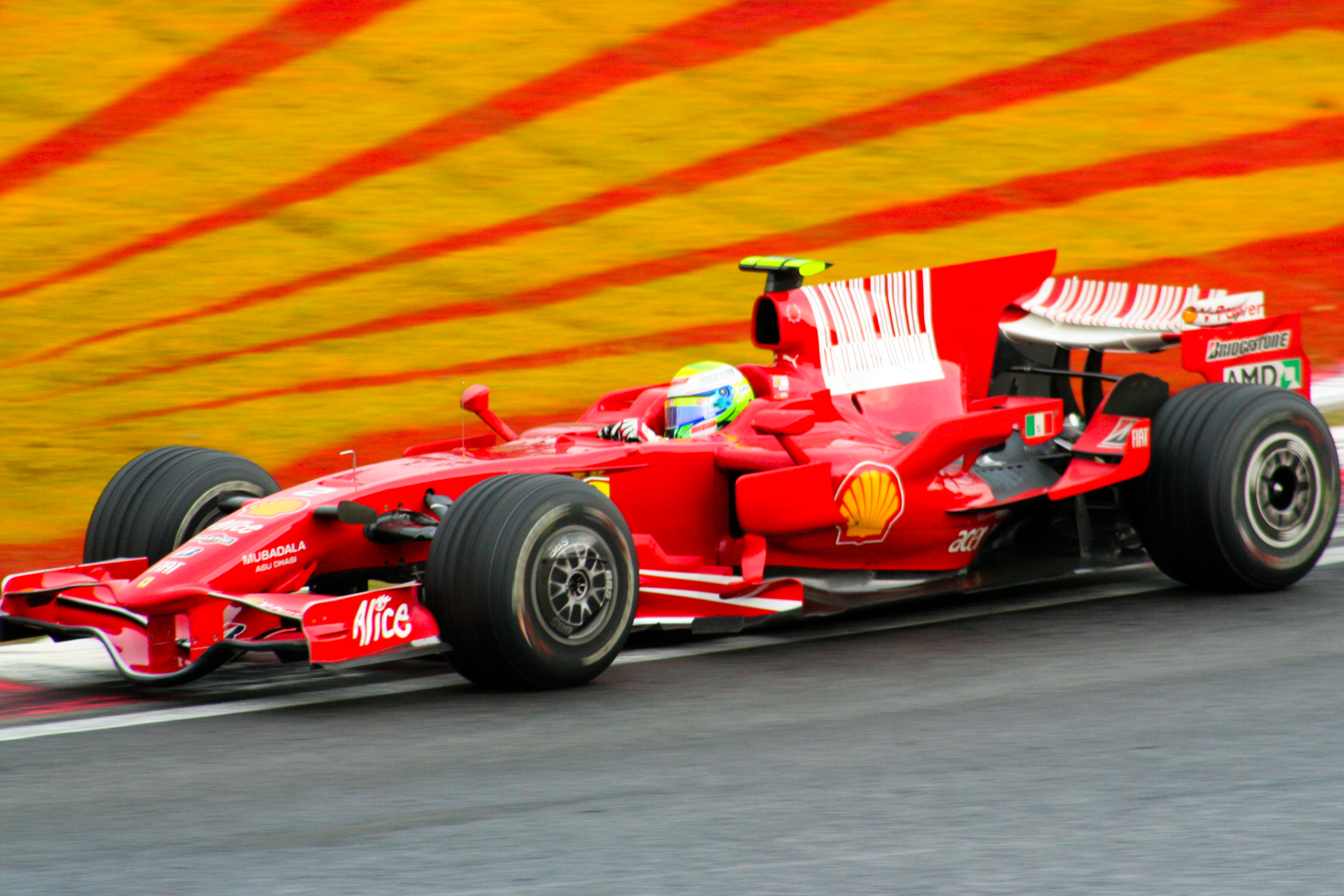
Felipe Massa, vencedor do Grande Prêmio.

O clima estava nublado e úmido e a temperatura estava em 28°C (82°F), com previsão de chuva e trovoadas. A corrida deveria começar às 15h (UTC-2), mas foi adiada em dez minutos quando fortes chuvas atingiram a pista às 14h56. Todas as equipes mudara o tipo do pneu, do macio para o intermediário.
Massa manteve a liderança da corrida na primeira curva, seguido por Trulli, Räikkönen, Hamilton e Kovalainen. Coulthard foi atingido por trás por Nico Rosberg na segunda curva, colidindo com Kazuki Nakajima. A colisão danificou a suspensão e tirou Coulthard de sua última corrida. Piquet saiu na curva seguinte, quando o carro bateu na mureta da pista. Kovalainen foi ultrapassado por Alonso e Vettel na metade da volta, deixando ele na sétima colocação. Os acidentes de Coulthard e Piquet causaram a entrada do carro de segurança no final da primeira volta. Giancarlo Fisichella, da Force India, foi o primeiro piloto a entrar no pit stop, no final da segunda volta, permanecendo na 18ª colocação. A corrida retornou ao normal na quinta volta, quando o carro de segurança saiu da pista. Rosberg e Button pararam nos boxes na sétima volta. Bourdais, Glock, Adrian Sutil e Nakajima pararam uma volta depois. Na 11ª volta, todos os pilotos trocaram os pneus para os macios. Fisichella, que havia trocado na segunda volta, aproveitou que todos estavam parados e subiu para a quinta colocação.

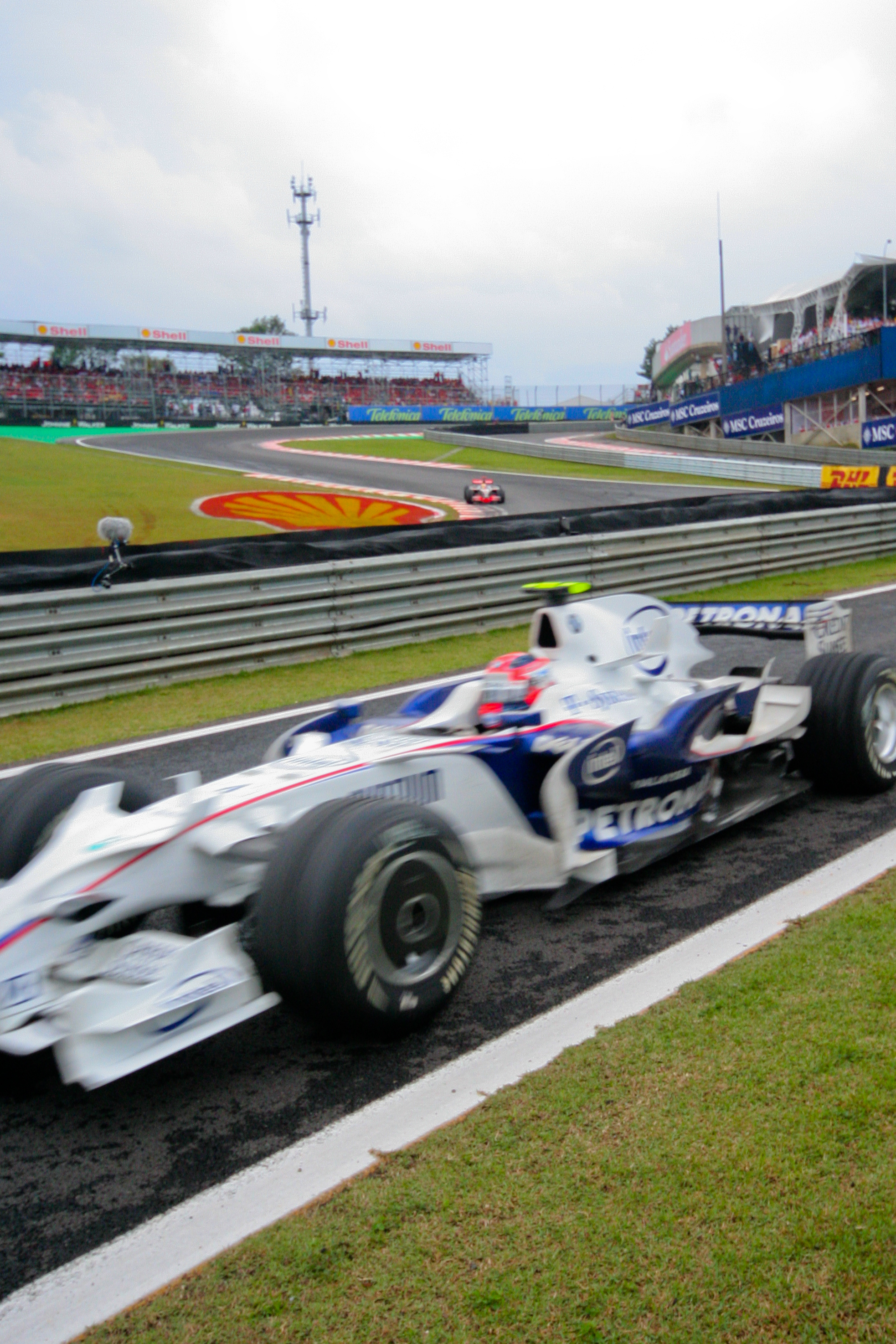
Ao terminar a corrida na décima primeira colocação, Robert Kubica cedeu o terceiro lugar no campeonato a Kimi Räikkönen.

Nakajima saiu da pista na 13ª volta, perdendo cinco segundos de corrida. Na 15ª volta, Massa fez a volta mais rápida até o momento, com 1:16.888, e ampliou sua vantagem sobre Vettel. Hamilton permaneceu atrás de Fisichella e, apesar de seu carro estar mais rápido, ele não conseguiu ultrapassá-lo até a 18ª volta. Glock ultrapassou Fisichella duas voltas depois. Trulli e Bourdais colidiram na 20ª volta, saindo da pista. Bourdais perdeu seis posições e voltou ao 13º lugar. Massa e Vettel fizeram as voltas mais rápidas até o momento, com Vettel fazendo 1:14.214 na 25ª volta e Massa fazendo 1:14.161 uma volta depois. No entanto, Vettel fez uma parada nos boxes logo após, voltando à sexta posição. Kovalainen ultrapassou Trulli e Fisichella, conquistando a sétima posição. Na 36ª volta, Massa estabeleceu a volta mais rápida da corrida, com 1:13.736.
Timo Glock reabasteceu na volta 36, para que completasse a corrida sem parar novamente. Massa parou no pit stop na volta 38. Alonso e Hamilton pararam duas voltas depois. Quando Räikkönen fez um pit stop na volta 43, Massa recuperou a liderança e ficou à frente de Alonso. Räikkönen voltou à frente de Hamilton, em terceiro lugar. A parada de Fisichella foi prejudicada devido a problemas de transmissão, fazendo com que caísse para a 18ª posição. Vettel parou novamente na volta 51, para que não precisasse parar novamente, voltando na quinta posição. Na volta 54, Massa ampliou sua vantagem sobre Alonso para 9,6 segundos. Vettel estava se aproximando rapidamente de Hamilton, o piloto da McLaren precisava terminar a partir da quinta colocação para ganhar o campeonato.
A chuva leve começou a cair na volta 63. Heidfeld fez uma parada e mudou seus pneus para intermediários, tentando repetir a estratégia usada no Grande Prêmio da Bélgica, o que levou o alemão ao pódio. Kovalainen fez uma parada na volta 65; Alonso e Räikkönen fizeram mais uma parada na volta seguinte. Hamilton e Vettel pararam e colocaram pneus intermediários na volta 66. Glock permaneceu com seus pneus de pista seca e subiu para a quarta posição. Massa parou na volta 67, fazendo com que os dez primeiros, com exceção de Glock, estavam com pneus intermediários. A chuva piorou a partir da volta 69, quando Vettel assumiu a quinta posição. Quando Massa cruzou a linha de chegada para ganhar a corrida, Hamilton passou Vettel, assumiu a sexta colocação e passou a conquistar o campeonato mundial. Os dois ainda passaram Glock nos momentos finais, o já que ele era o único com pneus de pista seca. Ao terminar a corrida na quinta posição, Hamilton conquistou o campeonato mundial com um ponto de diferença de Massa, sendo o piloto mais jovem a conquistar um campeonato mundial até o título de Vettel em 2010. O terceiro lugar de Räikkönen atrás de Alonso foi suficiente para garantir à Ferrari o título dos construtores. Após o término da corrida, um dos carros da Honda incendiou-se.

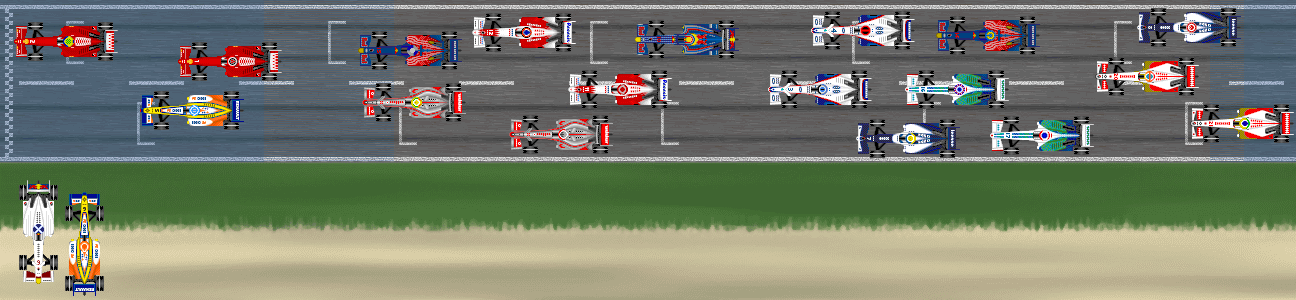
Pilotos por ordem de chegada ao final da corrida

### Pós-corrida
"Antes de começar a chover, fiquei bastante confortável, e estava focado em ter uma corrida limpa. Então começou a chuviscar e eu não queria correr nenhum risco - mas o Sebastian [Vettel] passou por mim, e me disseram que eu tinha que passar a frente dele. Eu não pude acreditar. Então, na última curva, consegui passar pelo Timo [Glock] - foi incrível. Esta foi uma das corridas mais difíceis da minha vida, se não a mais difícil. Eu estava gritando: 'Eu tenho isso? Eu tenho isso?' no rádio. Foi aí que vi a bandeira quadriculada e ouvi a equipe me dizendo que eu era campeão mundial. Eu estava em êxtase."

Lewis Hamilton, campeão da Temporada de Fórmula 1 de 2008.

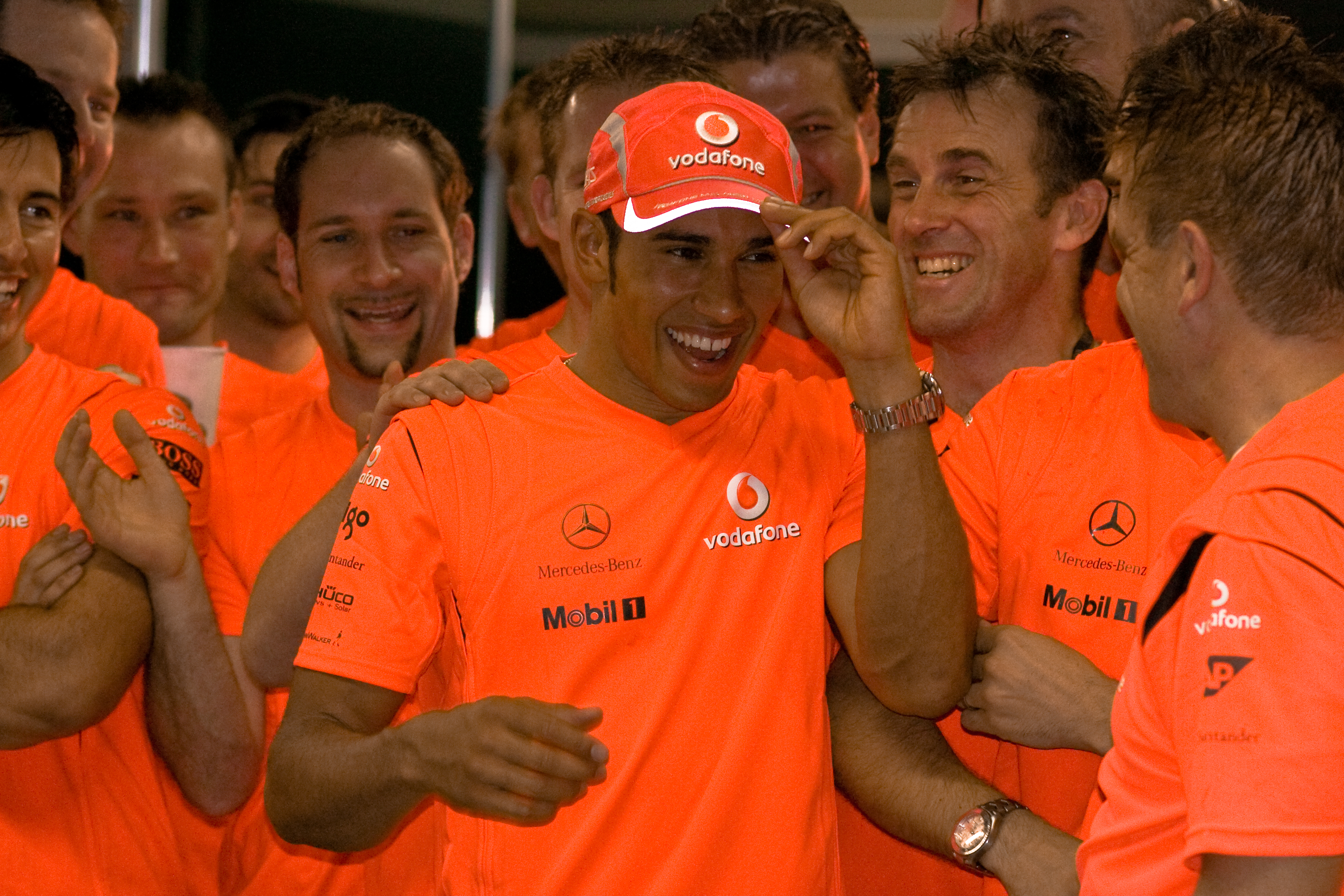
Hamilton comemorando com sua equipe após a corrida

Os três primeiros colocados subiram ao pódio e participaram da conferência de imprensa logo em seguida. Massa afirmou que "fez quase tudo perfeitamente" e expressou sua decepção por não ter vencido o campeonato, apesar de vencer a corrida. No entanto, ele deu seus parabéns para Hamilton por seu título.
O companheiro de Massa na Ferrari, Kimi Räikkönen, expressou desapontamento com o resultado do Campeonato de Pilotos, mas reconheceu o apoio de sua equipe, comemorando a vitória no campeonato de construtores. O presidente da Ferrari, Luca di Montezemolo, teria ficado tão furioso com o resultado que destruiu a televisão na qual estava assistindo a corrida. O chefe da McLaren, Ron Dennis, elogiou Hamilton, dizendo: "Ele apenas continua entregando e, no final do dia, ele tem apenas dois anos de carreira. Então, há um longo caminho a percorrer".
Hamilton recebeu as congratulações oficiais da rainha Elizabeth II e do primeiro-ministro britânico Gordon Brown, além do líder da oposição David Cameron. Os ex-campeões da Fórmula 1 também parabenizaram Hamilton, entre eles, o campeão de 1996, Damon Hill, chamou o piloto da McLaren de "um dos maiores pilotos que tivemos no Reino Unido". O heptacampeão Michael Schumacher elogiou Hamilton e Massa, dizendo que o desempenho de ambos pilotos indicava suas habilidades vencedoras. Massa também foi elogiado por sua esportividade após a corrida;

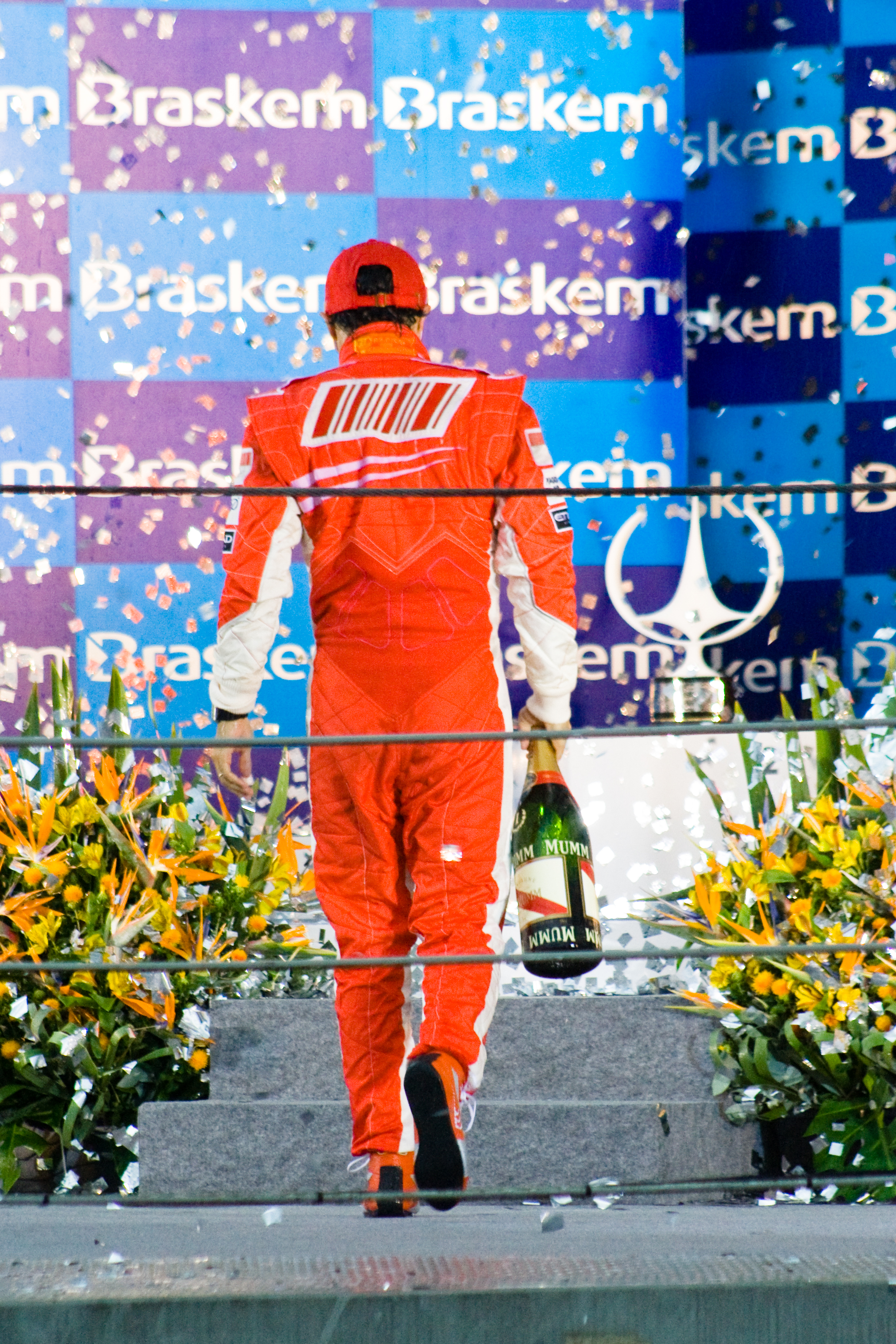
Felipe Massa no pódio depois da corrida

No entanto, Eddie Jordan disse que Hamilton "não se deu a melhor chance de vencer o campeonato e teve muita sorte". O ex-chefe da equipe caracterizou a estratégia da McLaren como um "desastre". Diversos sites de notícias da categoria expressaram descrença no resultado: "Foi um confronto tão improvável que até mesmo Hollywood não teria feito um filme dele. Os roteiristas teriam rido nos estúdios". O escritor da revista Autosport, Adam Cooper, caracterizou a corrida como "épica". Depois de analisar outras decisões de título na Fórmula 1, Cooper concluiu que "nada jamais igualou o que foi visto no Brasil".
Timo Glock permaneceu afirmando que a decisão de permanecer em pneus de clima seco, quando outras equipes estavam colocando pneus de chuva, foi correta: "Estávamos em sétimo lugar antes da chegada da chuva e provavelmente teríamos terminado lá se tivesse sido totalmente seco. Em vez disso, terminamos em sexto, o que mostra que a estratégia foi a certa". Glock acrescentou que as condições eram muito ruins: "Eu nem sabia que Lewis havia me ultrapassado até depois da corrida".
O final de Robert Kubica na décima primeira posição custou a perda do terceiro lugar no campeonato para Kimi Räikkönen. Após a corrida, Kubica disse: "Cometemos muitos erros durante o final de semana e este é o resultado". Sua equipe disse que eles receberam as informações erradas sobre as condições da pista no início da corrida, o que os levou a manter o carro do piloto polonês em pneus de clima seco quando o resto do campo mudou para intermediários.
David Coulthard expressou seu desapontamento por conta do acidente na sua última corrida de Fórmula 1, afirmando: "estou muito destruído, não é como eu queria terminar minha carreira". O piloto escocês disse que planejava fazer rosquinhas para a platéia, uma comemoração típica na Fórmula 1. Coulthard deixou a Fórmula 1 depois de 15 anos, com 246 largadas e 13 vitórias. O chefe da equipe da Red Bull, Christian Horner, disse: "É uma grande vergonha para David ser eliminado de seu último Grand Prix na primeira curva, mas ele pode olhar para trás em uma carreira longa e ilustre, na qual ele conseguiu um ótimo desempenho". Coulthard continuou a trabalhar para a Red Bull em 2009 como consultor de testes e desenvolvimento.

### Resultados da corrida
| Pos.   | Nº | Piloto               | Construtor          | Voltas | Tempo/Diferença | Grid | Pontos |
| ------ | -- | -------------------- | ------------------- | ------ | --------------- | ---- | ------ |
| 1      | 2  | Felipe Massa         | Ferrari             | 71     | 1:34:11.435     | 1    | 10     |
| 2      | 5  | Fernando Alonso      | Renault             | 71     | + 13.298        | 6    | 8      |
| 3      | 1  | Kimi Räikkönen       | Ferrari             | 71     | + 16.235        | 3    | 6      |
| 4      | 15 | Sebastian Vettel     | Toro Rosso-Ferrari  | 71     | + 38.011        | 7    | 5      |
| 5      | 22 | Lewis Hamilton       | McLaren-Mercedes    | 71     | + 38.907        | 4    | 4      |
| 6      | 12 | Timo Glock           | Toyota              | 71     | + 44.368        | 10   | 3      |
| 7      | 23 | Heikki Kovalainen    | McLaren-Mercedes    | 71     | + 55.074        | 5    | 2      |
| 8      | 11 | Jarno Trulli         | Toyota              | 71     | + 1:08.433      | 2    | 1      |
| 9      | 10 | Mark Webber          | Red Bull-Renault    | 71     | + 1:19.666      | 12   |        |
| 10     | 3  | Nick Heidfeld        | BMW Sauber          | 70     | + 1 volta       | 8    |        |
| 11     | 4  | Robert Kubica        | BMW Sauber          | 70     | + 1 volta       | 13   |        |
| 12     | 7  | Nico Rosberg         | Williams-Toyota     | 70     | + 1 volta       | 18   |        |
| 13     | 16 | Jenson Button        | Honda               | 70     | + 1 volta       | 17   |        |
| 14     | 14 | Sébastien Bourdais   | Toro Rosso-Ferrari  | 70     | + 1 volta       | 9    |        |
| 15     | 17 | Rubens Barrichello   | Honda               | 70     | + 1 volta       | 15   |        |
| 16     | 20 | Adrian Sutil         | Force India-Ferrari | 69     | + 2 voltas      | 20   |        |
| 17     | 8  | Kazuki Nakajima      | Williams-Toyota     | 69     | + 2 voltas      | 16   |        |
| 18     | 21 | Giancarlo Fisichella | Force India-Ferrari | 69     | + 2 voltas      | 19   |        |
| Ret    | 6  | Nelson Piquet Jr.    | Renault             | 0      | Acidente        | 11   |        |
| Ret    | 9  | David Coulthard      | Red Bull-Renault    | 0      | Colisão         | 14   |        |
| Fonte: |    |                      |                     |        |                 |      |        |

## Tabela do campeonato após a corrida
| Pos.   | Piloto          | Pontos |
| ------ | --------------- | ------ |
| 1      | Lewis Hamilton  | 98     |
| 2      | Felipe Massa    | 97     |
| 3      | Kimi Räikkönen  | 75     |
| 4      | Robert Kubica   | 75     |
| 5      | Fernando Alonso | 61     |
| Fonte: |                 |        |

| Pos.   | Construtor       | Pontos |
| ------ | ---------------- | ------ |
| 1      | Ferrari          | 172    |
| 2      | McLaren–Mercedes | 151    |
| 3      | BMW Sauber       | 135    |
| 4      | Renault          | 80     |
| 5      | Toyota           | 56     |
| Fonte: |                  |        |

- Nota: Somente as primeiras cinco posições estão listadas e os campeões da temporada surgem grafados em negrito.